# 野間脩平
野間 脩平（のま しゅうへい、1943年10月17日 - ）は、元フジテレビアナウンサー。現在は、共同テレビ所属のフリーアナウンサー。東京都出身。血液型B型。

## 来歴・人物
慶應義塾志木高等学校、慶應義塾大学商学部卒。1966年、フジテレビに入社。同期入社に大林宏、岡正、渡辺直子、宮崎総子がいる。
入社時は若手二枚目アナウンサーとして女性ファンの人気を博し、後にワイドショーの司会からニュースキャスター、ナレーションまで幅広く担当した。アナウンス部専任部長、1996年アナウンス部長、1999年アナウンス室長などを歴任し、60歳になった2003年10月に定年退職。露木茂が退職後の2002年4月からの1年半はフジテレビの最年長アナウンサーだった。
その容貌を当時の鹿内信隆社長に買われ、1968年4月放送開始の『3時のあなた』の初代の司会に高峰三枝子とともに抜擢され、森光子や寺島純子（現在の富司純子）、坪内ミキ子、加茂さくらなどと司会を続けた。一時担当を外れていた時期もあったものの1988年春の番組終了まで出演した。
『FNNスーパータイム』の金曜版を担当していた1987年の半年間は、2年後輩の逸見政孝と男性2人でのニュース番組という光景だった。平日版『スーパータイム』の最終回の時の、番組の変遷を紹介するコーナーでは「男性二人の珍しい組み合わせ」として紹介された。また、逸見の夏期休暇時は月曜日から金曜日まで担当した（87年度のみ）。1987年10月から1988年3月にかけては安藤優子とともに土曜・日曜のキャスターを務めた。
1988年から1992年までは『FNNスピーク』を担当。
現在は、共同テレビに籍を置くフリーアナウンサーとして、『朗読 鬼平犯科帳』（時代劇専門チャンネル）などの番組で活動をしている。フジテレビの『アナトレ』特別講師も継続しており、FNS系列のアナウンサーの多くは教え子であり、『アナトレ』から他局へ行ったアナウンサーもいる。
また、「森光子芸能文化振興財団」の代表理事を務めている。

## エピソード
- 慶應義塾大学在学中には演劇研究会に所属し、先輩の石坂浩二らと俳優を目指していたという。
- 妻はかつての同僚だった竹下典子。長男は松竹の社員。
- 一時期（フジテレビ局アナ時代）、一部の担当番組のテロップでは野間修平と表示されていたことがあった。
- フリーアナウンサーの岩佐徹と露木茂と能村庸一はアナウンサー時代の3年先輩で、境政郎と棚橋紀久雄と永島信道と浪久圭司と盛山毅は2年先輩、前述の逸見と松倉悦郎と山川建夫は2年後輩、大川和彦と須田哲夫は5年後輩にあたる。
- 阪神タイガースの大ファン。
- 「朗読の神様」として同局主催の朗読舞台『ラヴシーン』創設に携わり、2000年の第1回から連続出演した。
- 2012年12月11日、同月5日に死去した十八代目中村勘三郎の葬儀・告別式で、喪主挨拶[1]を代読した[2]。

## 出演番組
フジテレビアナウンサー時代
報道・情報番組
| 期間                             | 期間                               | 番組名                                                            | 役職                                 | 担当日             |
| -------------------------------- | ---------------------------------- | ----------------------------------------------------------------- | ------------------------------------ | ------------------ |
| 1968年4月1日 および 1985年4月1日 | 1971年9月30日 および 1988年3月29日 | 3時のあなた                                                       | 司会                                 | 月・火曜日         |
| 1978年10月4日                    | 1980年3月27日                      | 3時のあなた                                                       | 司会                                 | 水・木曜日         |
| 1980年4月3日                     | 1982年4月2日                       | 3時のあなた                                                       | 司会                                 | 木・金曜日         |
| 1982年4月5日                     | 1985年3月29日                      | 3時のあなた                                                       | 司会                                 | 月・火・木・金曜日 |
| 1987年4月3日                     | 1987年9月25日                      | FNNスーパータイム                                                 | キャスター                           | 金曜日             |
| 1987年10月3日                    | 1988年3月26日                      | FNNスーパータイム                                                 | キャスター                           | 土・日曜日         |
| 1988年4月1日                     | 1991年3月29日                      | 10時台の情報番組 ※番組名の詳細は、各番組のページを参照FNNスピーク | ニュースコーナーキャスターキャスター | 金曜日             |
| 1991年4月1日                     | 1992年3月31日                      | 10時台の情報番組 ※番組名の詳細は、各番組のページを参照FNNスピーク | ニュースコーナーキャスターキャスター | 月～木曜日         |
| 1994年10月3日                    | 1995年9月29日                      | FNNニュース2:00                                                   | シフト勤務キャスター                 | （交替制）         |

その他
- 産経テレニュースFNN（1988年頃 - 土曜昼など）
- セブンショー
- スター千一夜
- ハイヌーンショー
- タケちゃんの思わず笑ってしまいました
- 夕やけニャンニャン

フリーランス時代
- 朗読　鬼平犯科帳（フジ系CSの時代劇専門チャンネル）

## 出演映画
- ブルークリスマス（1978年　監督：岡本喜八）